# Non ædificandi
 (janvier 2025).
Non ædificandi (non constructible) est une locution latine indiquant qu'une zone déterminée ne peut recevoir aucun édifice du fait de contraintes. 
En France, cette limitation du droit de la propriété, appelée servitude non ædificandi est définie par l'article 689 du Code Civil comme une interdiction de bâtir sur un fonds. Elle peut découler d'une convention privée ou être imposée par le plan local d'urbanisme (PLU, ex plan d'occupation des sols ou POS) d'une commune. La nature des constructions considérées comme interdites et les restrictions doivent être déterminées par l'acte établissant la servitude et par les parties qui ont procédé à son élaboration. En cas de vente du terrain, l'existence de la servitude doit être expressément mentionnée dans l'acte de vente. Pour connaître les servitudes imposées par une commune, c'est au plan d'occupation des sols (PLU) qu'il faut se référer.

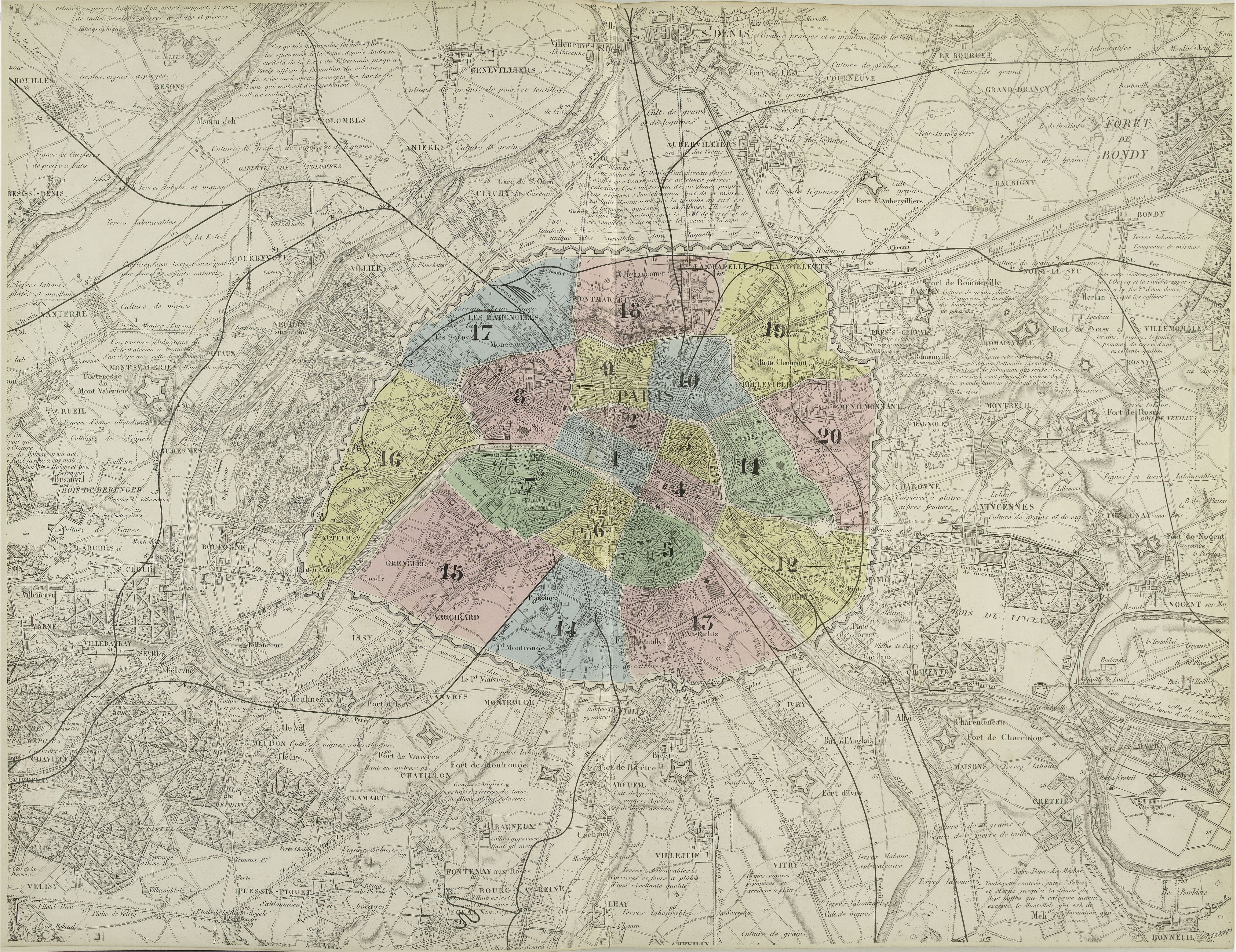
Plan de Paris indiquant la « zone unique des servitudes dans laquelle on ne pourra plus bâtir » (1868).

À Paris, l'enceinte de Thiers, bâtie à partir de 1841 et détruite de 1919 à 1929 était précédée, côté extra-muros, sur toute sa longueur (33 km) d'une zone de servitude militaire non ædificandi large de 250 m.
Il existait également des zones non ædificandi autour des fortifications d'autres villes, notamment à Lille.